# Transcodificação
Transcodificação é a conversão direta de digital para digital de uma codificação para outra, como arquivos de dados de filmes, arquivos de áudio (por exemplo, MP3, WAV) ou codificação de caracteres (por exemplo, UTF-8, ISO/IEC 8859) Isso geralmente é feito nos casos em que um dispositivo de destino (ou fluxo de trabalho) não suporta o formato ou possui capacidade de armazenamento limitada que exige um tamanho de arquivo reduzido, ou para converter dados incompatíveis ou obsoletos em um formato moderno ou com melhor suporte.
No mundo do vídeo analógico, a transcodificação pode ser realizada apenas enquanto os arquivos estão sendo pesquisados, bem como para apresentação. Por exemplo, os arquivos Cineon e DPX têm sido amplamente utilizados como um formato comum para o cinema digital, mas o tamanho dos dados de um filme de duas horas é de cerca de 8 terabytes (TB). Esse tamanho grande pode aumentar o custo e a dificuldade de lidar com arquivos de filme. No entanto, a transcodificação para um formato sem perdas JPEG2000 tem melhor desempenho de compactação do que outras tecnologias de codificação sem perdas e, em muitos casos, o JPEG2000 pode compactar imagens para o tamanho médio. [2]
A transcodificação é geralmente um processo com perdas, apresentando perda de geração; no entanto, a transcodificação pode ser sem perdas se a saída for compactada ou descompactada sem perdas. O processo de transcodificação para um formato com perda introduz vários graus de perda de geração, enquanto a transcodificação de com perda para sem perda ou sem compressão é tecnicamente uma conversão sem perda porque nenhuma informação é perdida; no entanto, o processo é irreversível e é mais corretamente conhecido como destrutivo.